# Kaiyi Xuandu
Cowin Xuandu – samochód osobowy klasy kompaktowej produkowany pod chińską marką Cowin w latach 2021–2022 oraz jako Kaiyi Xuandu od 2022 roku.

## Historia i opis modelu

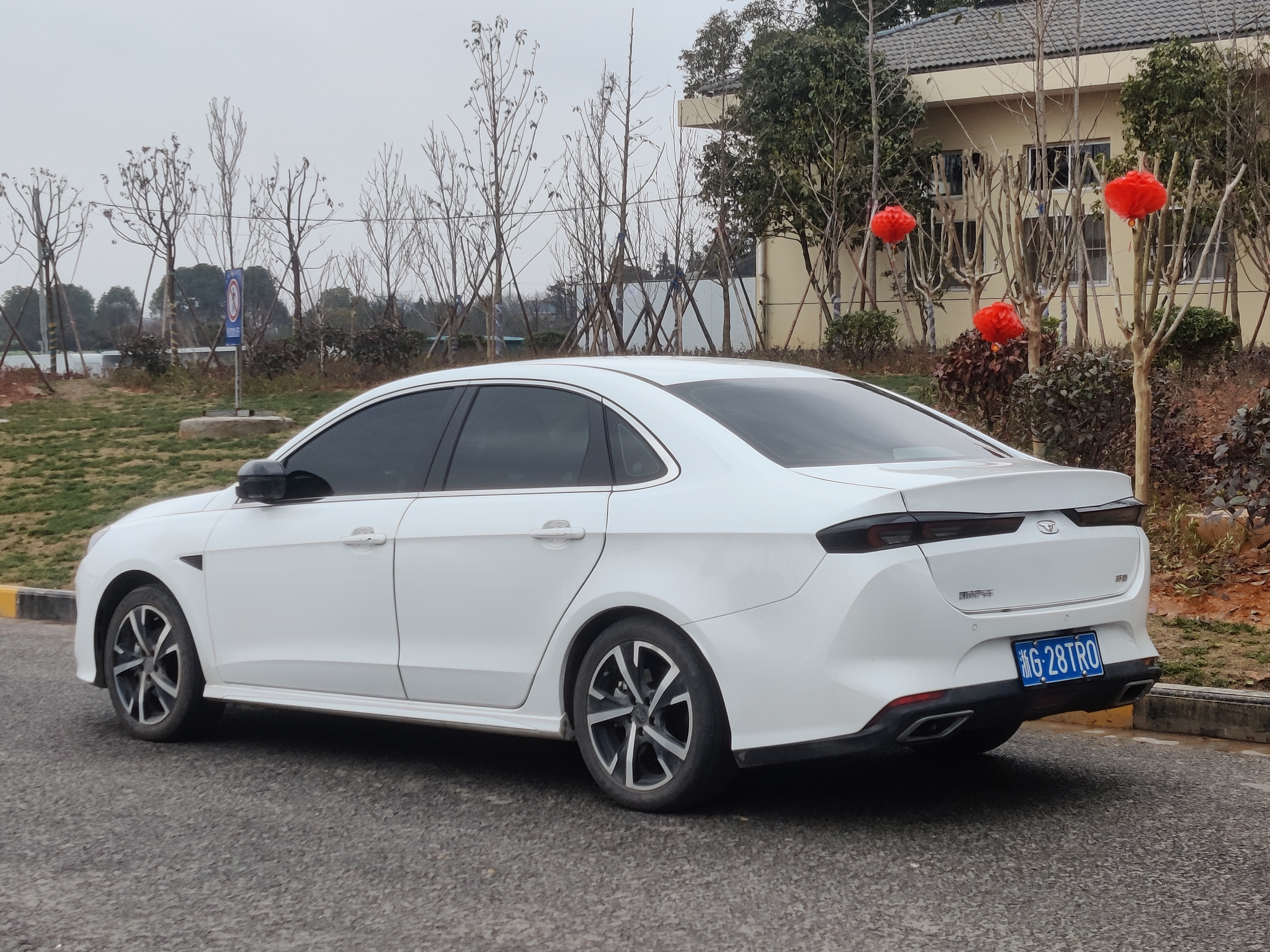
Cowin Xuandu - tył

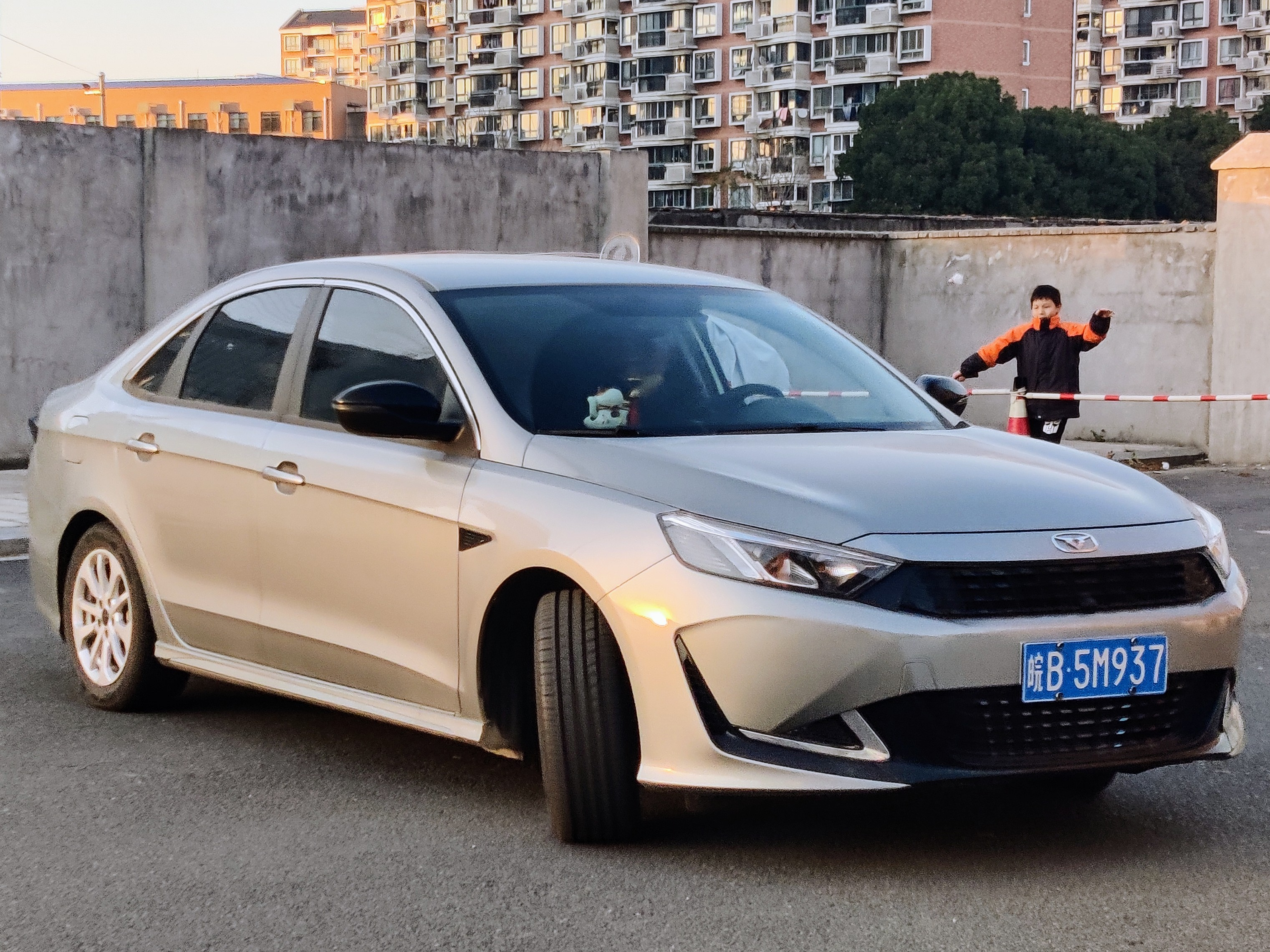
Kaiyi Xuandu

Pod koniec lipca 2021 roku oferta specjalizujących się w tanich samochodach marki Cowin została poszerzona o dużego kompaktowego sedana Xuandu. Do jego opracowania macierzysty koncern Chery Automobile wykorzystał konkstrukcję produkowanego w latach 2013–2018 modelu Arrizo 7, która została obszernie zmodyfikowana pod kątem wizualnym.
Cowin Xuandu zyskał agreyswnie stylizowane reflektory, a także umieszczony między nimi wąski wlot powietrza. Tylną część nadwozia przyozdobił charakterystyczny, świetlisty pas przedzielony w centralnym punkcie logiem firmowym producenta. Nowy projekt deski rozdzielczej zyskała kabina pasażerska, z konsolą centralną zwróconą ku kierowcy i dotykowym ekranem systemu multimedialnego.
W połowie 2022 roku, w ramach rebrandingu produkującej model firmy, samochód zmienił nazwę na Kaiyi Xuandu.

### Sprzedaż
Podobnie jak inne modele taniej marki Cowin/Kaiyi, model Xuandu został opracowany z myślą o wewnętrznym rynku chińskim w celu konkurowania z innymi kompaktowymi sednami. Sprzedaż rozpoczęła się w trzecim kwartale 2021 roku. Od 2022 samochód jest także produkowany i sprzedawany w Iranie przez lokalne przedsiębiorstwo Bahman Group jako Bahman Respect, z kolei w styczniu 2023 pod nazwą Kaiyi E5 ruszyła produkcja w rosyjskim Królewcu przez przedsiębiorstwo Avtotor.

### Silnik
- R4 1.5l Turbo 156 KM